# Catedral de Teruel

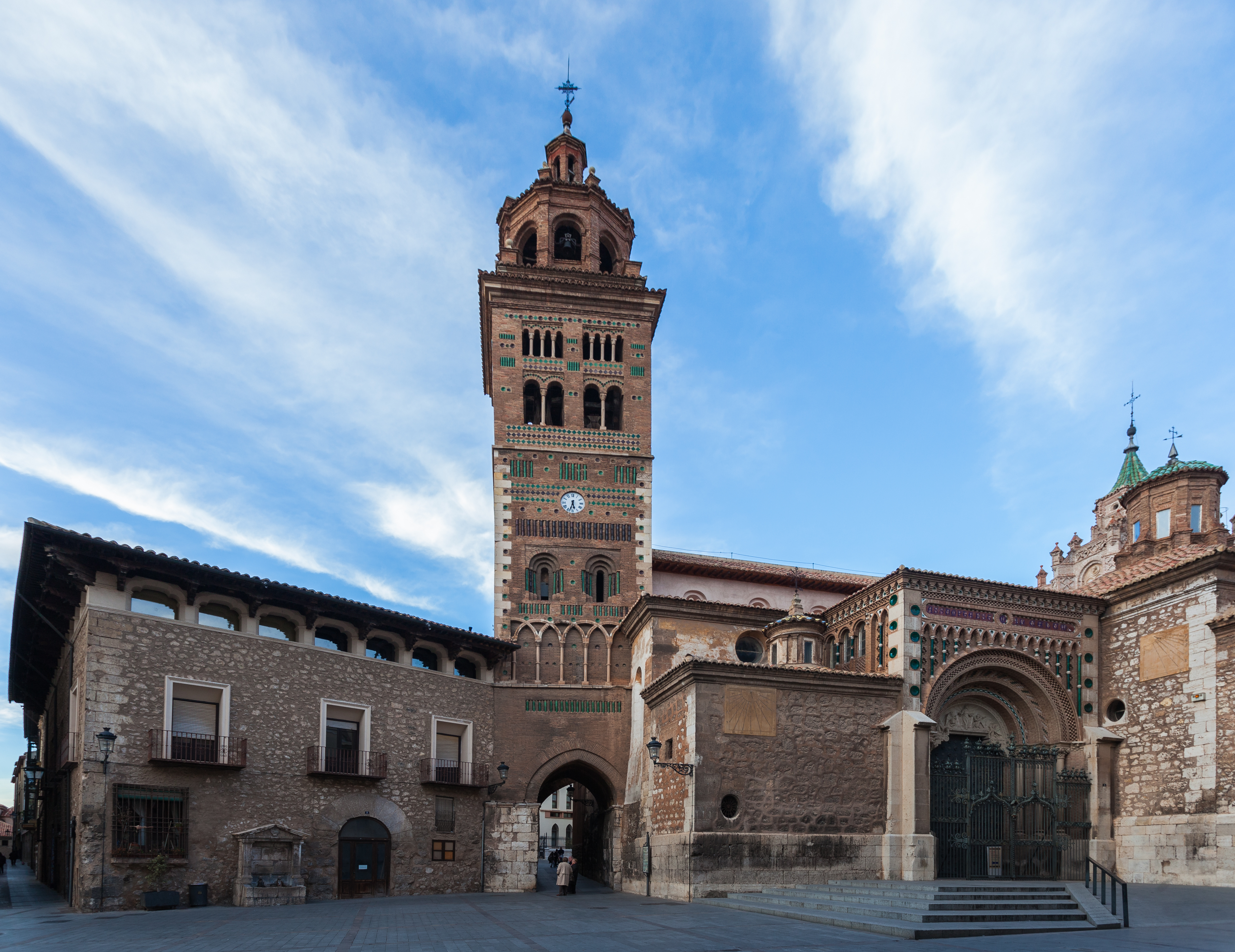

A Catedral de Santa Maria de Mediavilla de Teruel é uma das construções mais características da arte mudéjar na Espanha e uma das raras catedrais, junto com a de Tarazona, construída neste estilo.